# Anna Lefeuvrier
Anna Lefeuvrier, född den 4 november 1888 i Paris, död den 9 juli 1954 i Clichy, var en fransk skådespelare.

## Filmografi (urval)
- 1940 - L' Héritier des Mondésir
- 1935 - Sacré Léonce
- 1933 - Tout pour l'amour
- 1932 - La Merveilleuse journée
- 1932 – Service de nuit
- 1931 - Mardi Gras
- 1925 - Mylord l'Arsouille